# Alphonse Renaudat
Alphonse Renaudat est un homme politique français né le 13 février 1850 à Saligny (Yonne) et mort le 22 janvier 1933 à Soligny-les-Étangs (Aube)
Agriculteur propriétaire, il succède en 1894 à Casimir-Perier, devenu président de la République, comme conseiller général du canton de Nogent-sur-Seine et conserve ce mandat jusqu'en 1924. En 1897, il est élu sénateur de l'Aube, et le reste jusqu'en 1930. Il siège au groupe de la Gauche républicaine, et n'a qu'une activité parlementaire très réduite.

## Sources
- « Alphonse Renaudat », dans le Dictionnaire des parlementaires français (1889-1940), sous la direction de Jean Jolly, PUF, 1960 [détail de l’édition]